# Louis de Bourbon-Siciles
Louis Charles Marie Joseph de Bourbon, prince royal des Deux-Siciles (en italien : Luigi Carlo Maria Giuseppe di Borbone, principe reale delle Due Sicilie), comte d'Aquila, prince impérial du Brésil (1844-1845), est né le 19 juillet 1824 à Naples, dans le royaume des Deux-Siciles, et est décédé le 5 mars 1897 à Paris, en France. Fils du roi François Ier des Deux-Siciles et époux de la princesse impériale Janvière du Brésil, c'est un amiral honoraire de la flotte brésilienne, un vice-amiral de la marine des Deux-Siciles et un vice-roi de Sicile (en janvier 1848).

## Famille
Le comte d'Aquila est le fils du roi François Ier des Deux-Siciles (1777-1830) et de sa deuxième épouse l'infante Marie-Isabelle d'Espagne (1789-1848), elle-même fille du roi Charles IV d'Espagne (1748-1819) et de la princesse Marie-Louise de Parme (1751-1819). Par son père, le prince appartient donc à la branche napolitaine de la maison de Bourbon tandis que, par sa mère, il descend des Bourbons d'Espagne et de Parme. 
Le comte d'Aquila est, par ailleurs, le demi-frère de la duchesse de Berry (1798-1870) et le frère du roi Ferdinand II des Deux-Siciles (1810-1859), de la grande-duchesse Marie-Antoinette de Toscane (1814-1898), de l’impératrice Thérèse-Christine du Brésil (1822-1889) et de la reine-régente Marie-Christine d’Espagne (1806-1878). 
Le 28 avril 1844, il épouse, à Rio de Janeiro, la princesse impériale Janvière du Brésil (1822-1901), fille de l'empereur-roi Pierre Ier / IV du Brésil et du Portugal (1798-1834) et de sa première épouse l'archiduchesse Marie Léopoldine d'Autriche (1797-1826). De cette union naissent quatre enfants :
- Louis de Bourbon-Siciles (1845-1909), comte de Roccaguglielma, qui épouse morganatiquement Maria Amelia Bellow-Hamel y Penot (1847-1914)[2],[3]. D'où deux enfants :
  - Louis de Bourbon-Siciles, comte de Roccaguglielma (1873-1940) marié à Fanny Greco di Chiaramonte (1905-1977) ; d'où trois enfants.
  - Marie Januaria de Bourbon-Siciles (1870-1941), mariée à William Louis Freeman (1845-1907), descendant présumé du duc de Berry ; d'où trois enfants.
- Marie-Isabelle (1846-1859), princesse des Deux-Siciles ; morte en bas âge.
- Philippe (1847-1922), prince des Deux-Siciles, qui s'unit morganatiquement en 1882 à Flora Boonen (1847-1912). Sans postérité.
- Marie-Emmanuel (1851-1851), prince des Deux-Siciles ; mort deux jours après sa naissance.

## Biographie

### Jeunesse
Cinquième fils du roi François Ier des Deux-Siciles, le comte d'Aquila devient orphelin de père en 1830 et c'est sous le règne de son frère aîné, le roi Ferdinand II des Deux-Siciles, qu'il grandit.
En 1843, le prince n'a pas vingt ans mais son avenir intéresse beaucoup les chancelleries des grandes puissances. La question du mariage de la jeune reine Isabelle II d'Espagne et de sa sœur cadette divise en effet l'Europe et le Royaume-Uni et la France envisagent de proposer au gouvernement espagnol le comte d'Aquila comme fiancé pour la souveraine. Cependant, le prince napolitain a d'autres projets matrimoniaux en tête et il décline l'offre qui lui est faite.

### Au Brésil

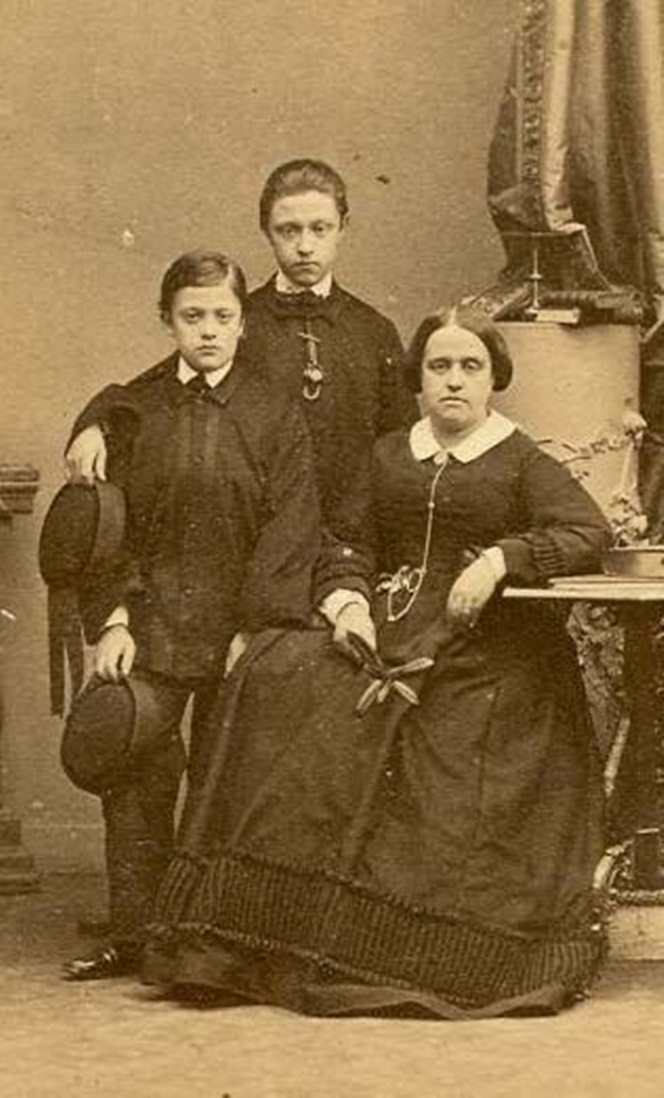
La princesse Janvière et ses deux fils, Louis et Philippe des Deux-Siciles.

En mars 1843, l’une des sœurs du comte d’Aquila, la princesse Thérèse-Christine des Deux-Siciles, quitte Naples pour épouser, à Rio de Janeiro, l’empereur Pierre II du Brésil. Le comte d’Aquila ayant intégré la marine des Deux-Siciles, le roi Ferdinand II le charge d’accompagner la jeune femme jusque dans son nouveau pays. La désignation du comte d’Aquila n'est cependant pas fortuite. La sœur aînée de Pierre II étant sa seule héritière, la constitution brésilienne lui interdit de quitter son pays tant que son frère n’a pas d’enfant. Or, le Brésil ne compte aucun parti suffisamment élevé pour épouser la jeune femme : il est donc impératif qu’un prince européen vienne s’installer au Brésil pour l’épouser et assurer la continuité dynastique. Le comte d'Aquila étant placé bien loin dans la ligne de succession au trône napolitain, il peut aisément s'installer à Rio.
Le comte d'Aquila rencontre la princesse Janvière en septembre 1843 et les deux jeunes gens tombent rapidement amoureux l'un de l'autre. Pierre II étant d'accord pour officialiser leur union, le comte d'Aquila repart pour les Deux-Siciles le 1er octobre pour demander au roi son frère l'autorisation de s'installer définitivement au Brésil. Une fois cette formalité obtenue, le comte d'Aquila revient dans la capitale impériale le 8 avril 1844. Très vite, cependant, ses relations avec l'empereur se dégradent. Juste après son retour, il se dispute avec Pierre II à propos du contrat de mariage qui doit l'unir à Janvière et leur union est repoussée d'une semaine. Les mois passant, la situation se complique encore et les deux beaux-frères cessent bientôt de s'adresser la parole,.
Contrairement à Pierre II, qui manque de confiance en lui et se montre volontiers réservé, le comte d'Aquila jouit d'une personnalité extravertie et même un peu frivole. Habitué aux fastes de la Cour napolitaine, il s'ennuie à Rio et se sent humilié par l'attitude de son beau-frère, qui ne manque pas de lui rappeler son mépris. L'entourage du comte d'Aquila n'est pas non plus sans poser problème. Son confesseur, en particulier, l'incite à former sa propre faction au Brésil et la rumeur veut que le prince cherche à prendre la place de son beau-frère sur le trône. D'autres aventuriers conseillent au contraire au comte d'Aquila de quitter Rio pour chercher sa voie dans quelque hypothétique royaume hispano-américain. Des Anglais lui font ainsi miroiter un destin en Bolivie tandis que Giuseppe Garibaldi lui-même lui demande de gagner l'Argentine pour y prendre un commandement militaire.
De plus en plus isolé au Brésil, le comte d’Aquila demande à Pierre II l’autorisation de retourner vivre à Naples avec son épouse. Après avoir essuyé plusieurs refus de la part du souverain, le prince menace son beau-frère de fuir le pays si la permission ne lui est pas accordée. Finalement, le comte et la comtesse d’Aquila embarquent sur le navire français la Reine blanche le 23 octobre 1844 et retournent définitivement vivre dans le royaume des Deux-Siciles quelque temps après.

### Retour à Naples
De retour dans le royaume des Deux-Siciles, le comte d’Aquila et son épouse s’installent dans le quartier de Santa Lucia et le prince se voit offrir une pension de 60 000 ducats annuels[réf. nécessaire]. Déjà amiral honoraire de la flotte brésilienne depuis son mariage, il est bientôt nommé vice-amiral de la marine royale des Deux-Siciles et président du Conseil de l’Amirauté[réf. nécessaire].
En janvier 1848, une insurrection éclate à Palerme et l’indépendance de la Sicile est proclamée par les rebelles. Le roi Ferdinand II des Deux-Siciles envoie alors le comte d’Aquila rétablir la situation dans l’île. Placé à la tête d'une flotte de vapeurs et d'une troupe de 5 000 hommes, le prince a pour mission de bombarder les villes rebelles. Cependant, l'intervention des consuls des grandes puissances l'empêche de mener à bien la mission que lui a été donnée et il revient à Naples pour informer le roi de la tournure des événements. Déconcerté par ce qui vient de se passer, Ferdinand II se résout à modifier sa politique. Sous les conseils de la diplomatie britannique, il octroie à la Sicile une large autonomie et nomme le comte d'Aquila vice-roi de l'île (décrets des 18 et 19 janvier 1848).
Cependant, les révolutionnaires siciliens rejettent les propositions du souverain et la promotion du comte d'Aquila reste lettre morte. Après plusieurs mois d'incertitude, l'insurrection sicilienne est donc réprimée par l'armée, non sans que Ferdinand II ait gagné le surnom de Re bomba après avoir fait bombarder les villes rebelles[réf. nécessaire].

### La fin du royaume des Deux-Siciles
En Italie, les années 1850 sont marquées par le Risorgimento et le royaume des Deux-Siciles subit de plein fouet le développement des idées nationalistes. Avec la mort du roi Ferdinand II en 1859 et le lancement de l'expédition des Mille par Giuseppe Garibaldi, le pays menace de s'effondrer. Or, le nouveau souverain, François II, fait preuve de faiblesse et refuse d'écouter les conseils de ses oncles, dont il commence bientôt à mettre en doute la loyauté[réf. nécessaire]. Le comte d'Aquila ne cachant pas son désaccord avec son neveu, qu'il juge trop faible face à Garibaldi, il est soupçonné de vouloir accaparer le pouvoir en se faisant proclamer régent. François II ordonne donc le départ du comte d'Aquila d'Italie le 17 août 1860. 
C'est donc en exil que le comte d'Aquila et sa famille apprennent l'annexion de l'Italie du Sud par la maison de Savoie.

### Dernières années

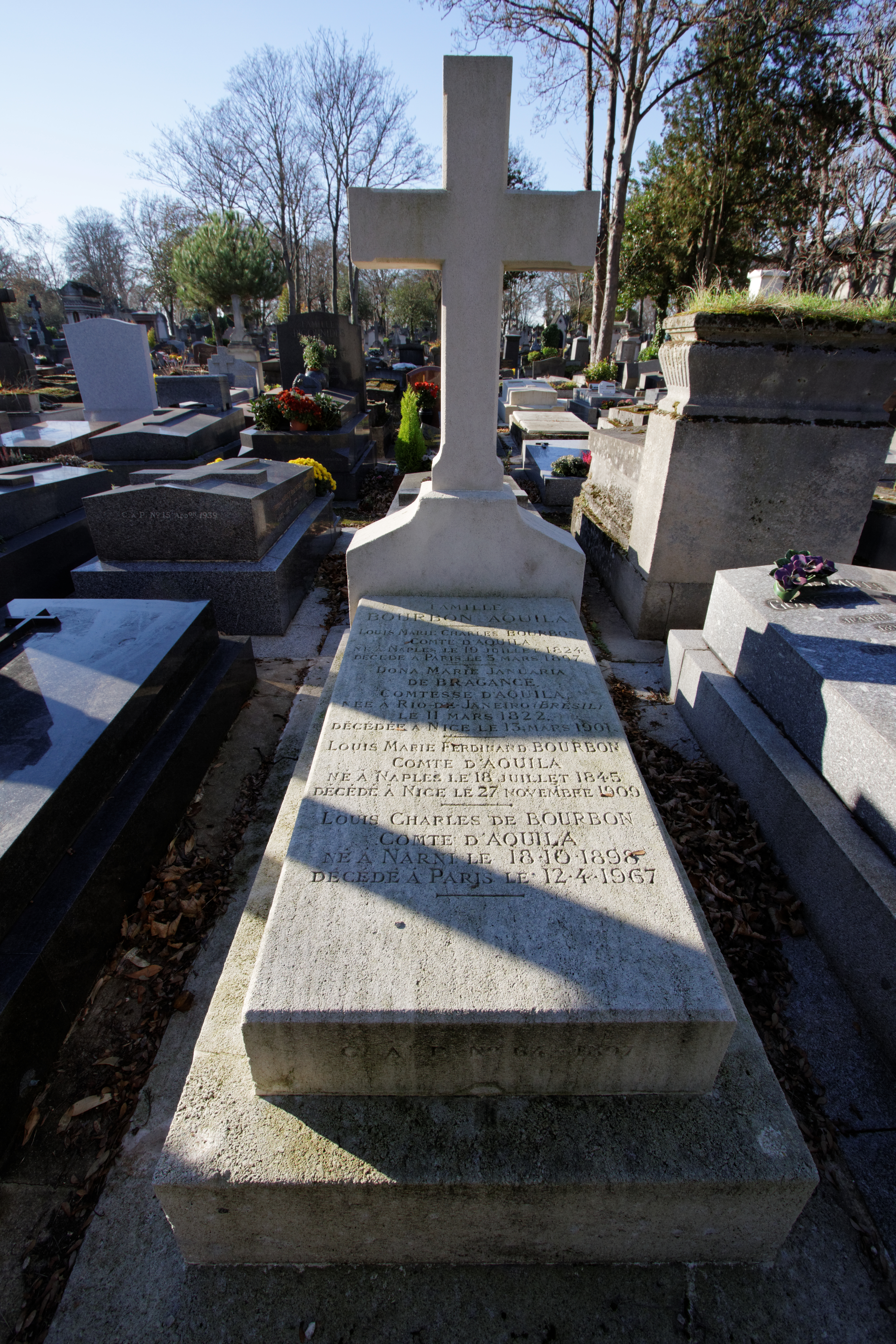
Tombe du prince au cimetière du Père-Lachaise.

Le comte d'Aquila et sa famille passent leurs dernières années en France[réf. nécessaire]. Après la chute de la monarchie espagnole, ils cèdent pendant quelques mois leur palais parisien à leur neveu le prince Gaétan de Bourbon-Siciles, gendre de l'ex-reine  d'Espagne.  Malgré leur réconciliation avec l'empereur Pierre II du Brésil, ils ne reviennent jamais dans le pays de la princesse Janvière. Il est inhumé au cimetière du Père-Lachaise (90e division).

### Un prince artiste
Le comte d'Aquila est connu pour son talent pour la peinture et certaines de ses œuvres sont aujourd'hui exposées dans les résidences de sa famille. Un de ses tableaux, intitulé Tempestade, peut ainsi être admiré dans le musée impérial du Brésil.